# Stutzia
Stutzia es un género de plantas herbáceas perteneciente a la familia Amaranthaceae. Anteriormente se había colocado como sinónimo de Atriplex, así como también algunas especies dentro de este.

## Distribución
El área de distribución nativa de este género se extiende desde el oeste y centro oeste de Canadá hasta el centro oeste de Estados Unidos.

## Taxonomía
El género fue descrito por Elizabeth H. Zacharias y publicado en Systematic Botany 35(4): 851, en 2010.

#### Etimología
Stutzia: nombre genérico otorgado en honor del botánico y profesor estadounidense Howard Coombs Stutz (1918 – 2010), quién estudió las plantas en América del Norte, Europa, Oriente Medio y Australia.

## Especies
Comprende 2 especies aceptadas:
- Stutzia covillei (Standl.) E.H.Zacharias, 2010
- Stutzia dioica (Nutt.) E.H.Zacharias, 2010